# Josip Schmoranzer
Josip Schmoranzer, slovenski šolnik in mikolog, * 5. maj 1862, Škofja Loka, † 2. december 1934, Merano.

## Življenje in delo
V Ljubljani je obiskoval gimnazijo med letoma 1873 in 1877, nato učiteljišče, kjer je maturiral leta 1881 in leta 1883 opravil usposobljevalni izpit. Nato je odšel v Gradec, kjer se je usposobil za učitelja risanja na obrtno-nadaljevalnih šolah, po treh letih umetnoobrtne šole na Dunaju pa za pouk na srednjih šolah. Leta 1896 je v Mariboru opravil meščanskošolski izpit iz matematike, tehnike, slovenščine in nemščine. 
Učil je v Žužemberku, Velikih Laščah in Celju, kjer je poučeval risanje na obeh gimnazijah. Nato je bil okrajni šolski nadzornik v Mariboru. Za učitelje in učiteljske pripravnike je prirejal tečaje v Celju, Mariboru in Splitu, leta 1910 je postal kljub močnemu nasprotovanju Nemcev vadniški, leta 1913 pa glavni učitelj z naslovom profesor na državnem učiteljišču v Mariboru, a je zaradi šibkega zdravja konec leta stopil v pokoj.
Preselil se je k sestri na južno Tirolsko v Eppan. Po razpadu Avstro-ogrske se je brez uspeha odzval v tujini živečim rojakom naslovljenemu pozivu Narodne vlade za Slovenijo za službovanje v domovini. Zato je ostal na Tirolskem: pri svaku lekarnarju se je do samostojnosti izučil v tej stroki; uspešno se je ukvarjal z arheologijo, zlasti se je uveljavil med strokovnjaki kot odličen poznavalec gob. Bil je tudi zaveden Slovenec.
Pisal je pegagoške, arheološke in prirodpisne razprave in članke. V dobrem desetletju je naredil čez 4000 mikroskopskih preparatov gobjih trosov. To zbirko in svojo (večinoma mikološko) knjižnico je zapustil ljubljanski univerzi. Po njem so imenovali tri vrste gob.